# 石狩弁天社
石狩弁天社（いしかりべんてんしゃ）は、北海道石狩市弁天町22-8に所在する神社。同市内最古の神社である。

## 歴史
1694年（元禄7年）、松前藩の石狩川秋味上乗役（船乗りの監督役）である山下伴右衛門が、サケの豊漁と海上安全を願って、松前神明社から神体を勧請したのを創建とする。当初の所在地はより石狩川の河口に近く、現在の石狩八幡神社がある場所だった。
1816年（文化13年）、石狩場所請負人の村山家によって社殿が建てられる。当初は松前藩士との関係が深かった弁天社だが、その後は村山家が豊漁を祈るための守護神となっていた。
1858年（安政5年）、松浦武四郎が来訪し、「川端に弁天社あり。社殿美々敷立たり」と日記に残す。
1874年（明治7年）、石狩八幡神社が弁天社の所在地に移転することになり、弁天社は「村山家の内神」という理由で同家所有地だった現在地に遷される。このとき鳥居までは移転しなかったので、石狩八幡神社が改修を加えて使用するようになった。
明治時代後期になると、サケ漁の衰退とともに豪商たちが石狩から去り始めた。村山家からサケ定置網の漁業権を買い取った吉田庄助が、弁天社の祭りの諸行事も引き受けた。
1948年（昭和23年）、弁天社が村山家から離れ、漁民が中心の崇敬講で守られることになる。それまでの祭りは、厳島大明神の8月15日と妙亀法鮫大明神の11月1日の年2回行われてきたが、負担が大きいため11月のみを祭日とした。
1967年（昭和42年）、石狩町の文化財第1号に指定される。
昭和50年代の終わりごろ、再び祭日を8月15日とする。
1993年（平成5年）、創建300年記念大祭が行われる。

## 祭神
厳島大明神（いつくしまだいみょうじん）
主祭神。漁業の神。
祭日は8月15日。
稲荷大明神（いなりだいみょうじん）
穀物と農業の神。
妙亀法鮫大明神（みょうきほうこうだいみょうじん）
通称「サメ様」。石狩川の主と呼ばれるチョウザメを神格化したもの。
祭日は11月1日。1948年（昭和23年）に祭りを年1回に減らした際はこちらが残されており、このことから主祭神よりも「サメ様」のほうが崇敬者である漁民になじみ深かったことがうかがえる。

## 関連事物
弁天社の境内にある1対の手水石は蛇紋岩製で、茨城県常陸太田市産出の「まだら石」と思われる。右側面には「弘化二年」や「水府港大内石可」の刻印が読み取れる。「水府港」とは那珂湊の旧名で、「大内石可」は水戸藩の御用石工である。水戸藩と石狩の関係は深いが、北海道内に残る那珂湊関連の事物はこの2つの手水石のみである。
また、境内には「北千島沖流網之碑」が建てられている。
石狩八幡神社の鳥居はもともと弁天社が移転前に使用していたもので、刻印された「秋味」の語は北海道内に残る最古の使用例である。
金龍寺の手水鉢もまた弁天社の旧蔵品で、石狩市内最古の石造品である。

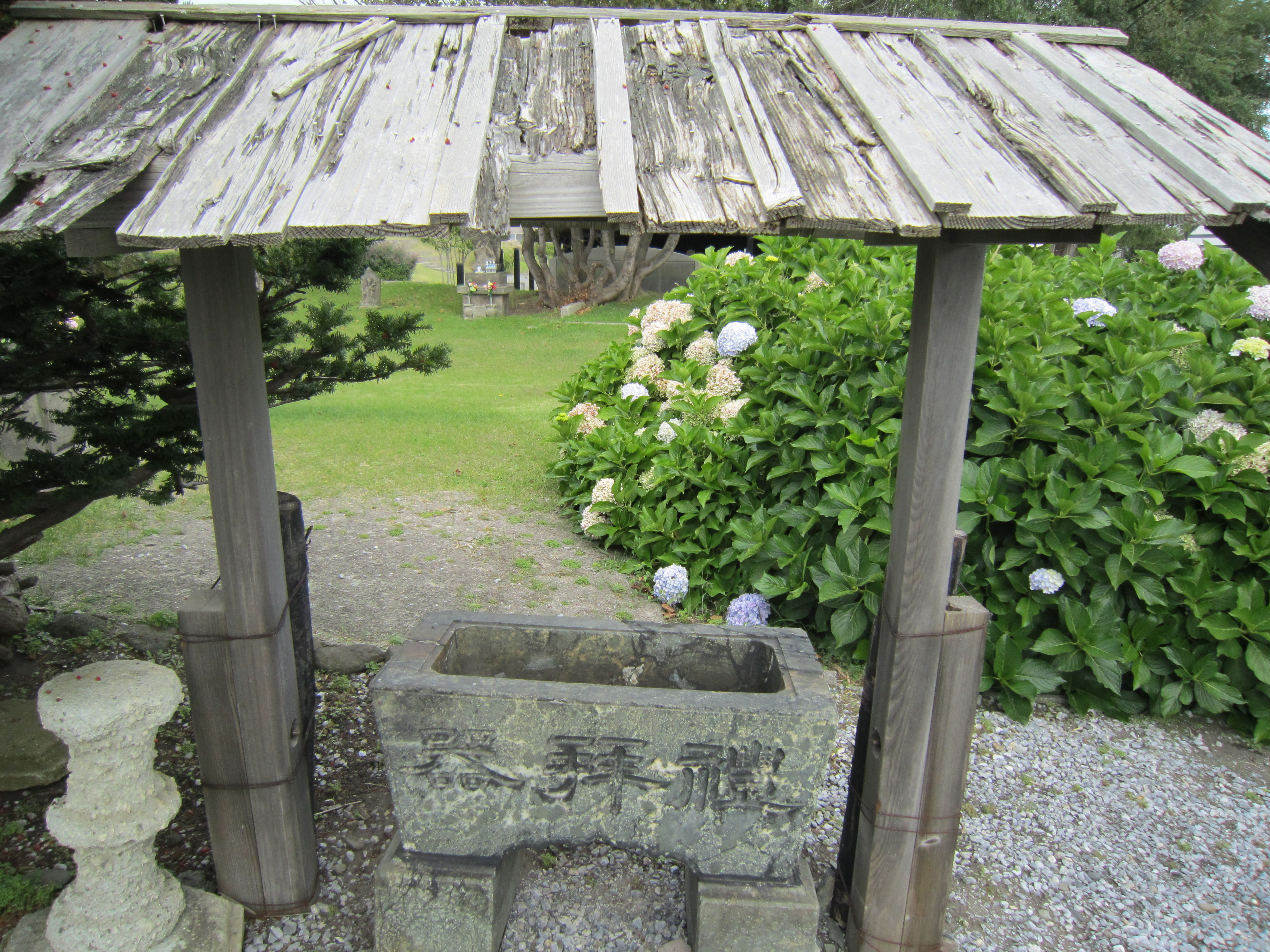
右の手水石
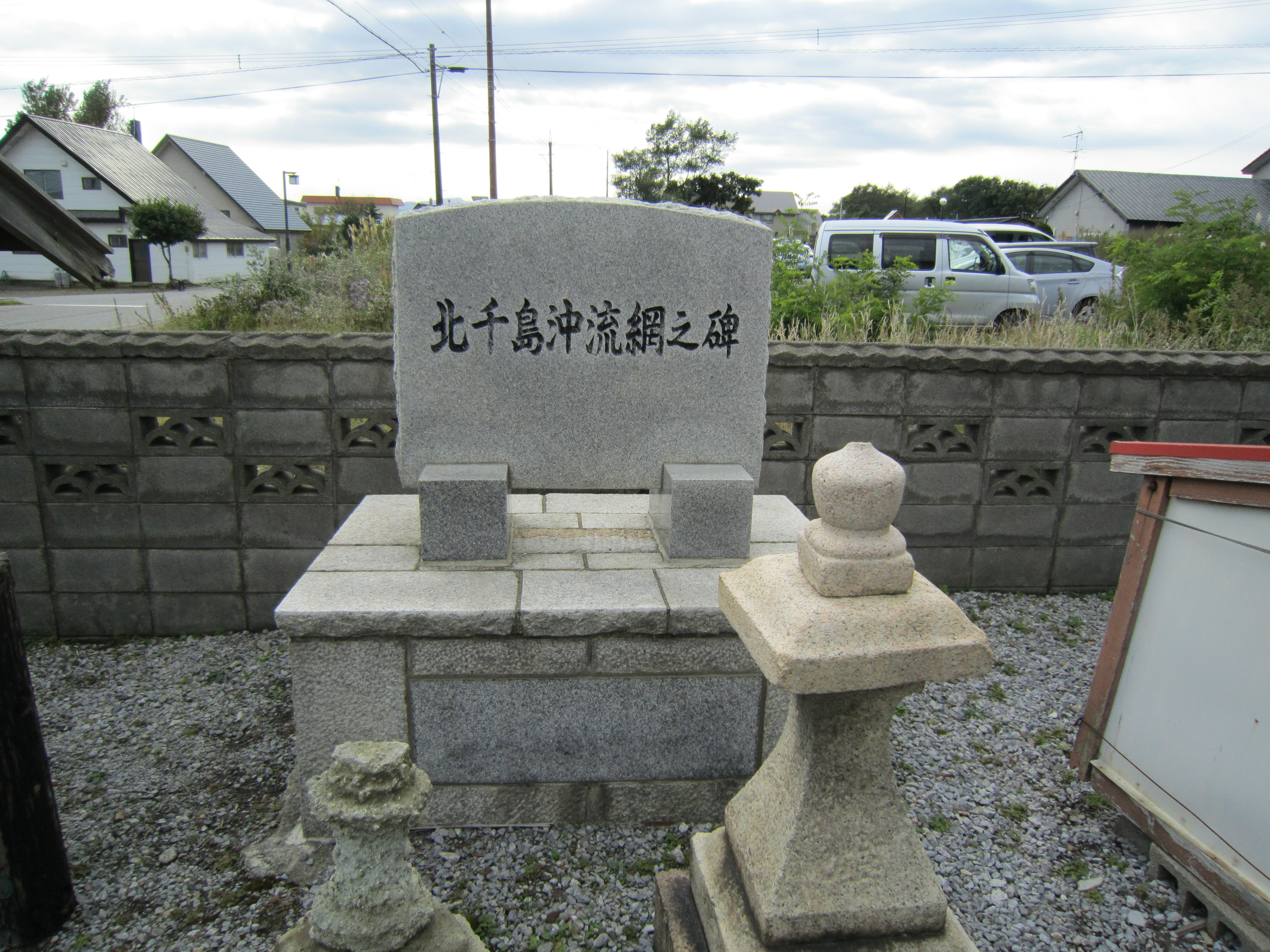
北千島沖流網之碑
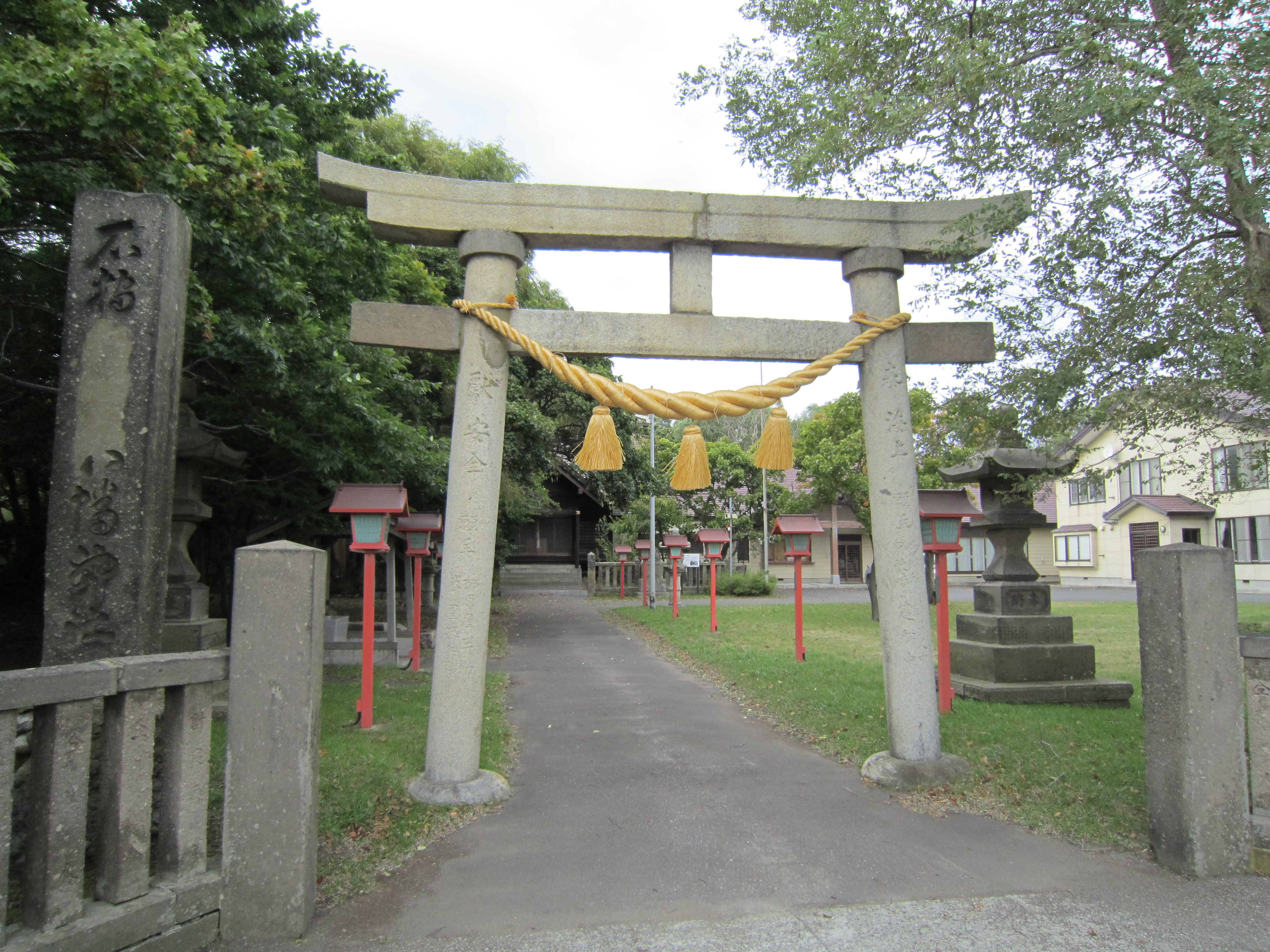
石狩八幡神社の鳥居
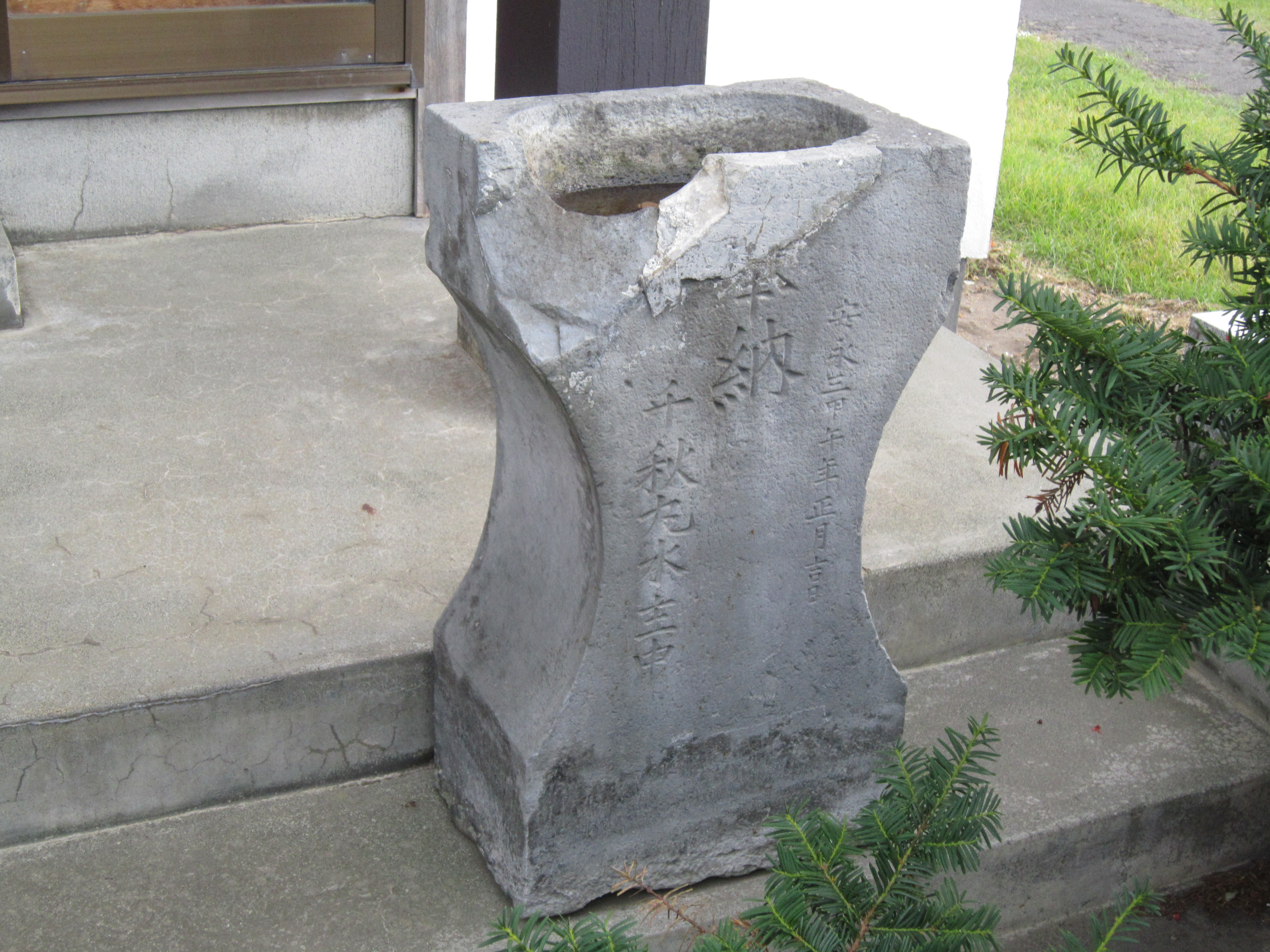
金龍寺の手水鉢